# Knölbjörnbär
Knölbjörnbär (Rubus tuberculatus) är en rosväxtart som beskrevs av Charles Cardale Babington. Enligt Catalogue of Life ingår Knölbjörnbär i släktet rubusar och familjen rosväxter, men enligt Dyntaxa är tillhörigheten istället släktet rubusar och familjen rosväxter. Arten förekommer regelbundet i Sverige, men reproducerar sig inte. Inga underarter finns listade i Catalogue of Life.